# Metacerylon brevicolle
Metacerylon brevicolle là một loài bọ cánh cứng trong họ Cerylonidae. Loài này được Fairmaire miêu tả khoa học năm 1869.